# Thorismund
Thorismund (Torismond, španělsky Turismundo) se stal vizigótským králem po smrti svého otce Theodoricha I., který padl v bitvě na Katalaunských polích v roce 451. Zemřel v roce 453 a byl následován svým bratrem Theodorichem II.